# Michael Magee
Michael Magee (11 octobre 1929 - 15 juillet 2011) est un acteur canadien.

## Filmographie
- 1972 : The Merry Wives of Tobias Rouke : Narrator
- 1973 : The Real Magees (série TV) : Host
- 1975 : The Insurance Man from Ingersoll (TV) : Edward Blake
- 1976 : 90 Minutes Live (série TV) : Regular
- 1976 : The Clown Murders : Compton
- 1979 : Chromosome 3 (The Brood) : Inspector
- 1980 : The Christmas Raccoons (TV) : Cyril Sneer (voix)
- 1980 : Yes You Can (série TV) : Harry Hogg / Body Man (voix)
- 1981 : The Raccoons on Ice (TV) : Cyril Sneer / Snag (voix)
- 1983 : The Raccoons and the Lost Star (TV) : Cyril Sneer / Snag (voix)
- 1984 : The Raccoons: Let's Dance! (vidéo) : Cyril Sneer / Snag (voix)
- 1984 : The Surrogate : Motorcycle Cop
- 1968 : On ne vit qu'une fois ("One Life to Live") (série TV) : Jeff Barnes #2 (1999-2000)